# USS Missouri (BB-63)
La USS Missouri (BB-63) è stata una corazzata veloce della Marina degli Stati Uniti, entrata più volte nella storia del suo paese sia direttamente che con i suoi 20 comandanti.
È stata l’ultima corazzata varata dagli Stati Uniti e l’ultima ad essere rimossa dal servizio attivo (USS Iowa (BB-61) e USS Wisconsin (BB-64) rimangono in riserva).
Divenuta l'emblema della forza della US Navy e in seguito resa famosa al di fuori dell'ambito militare grazie a film e videogiochi, rappresentò il meglio della produzione navale bellica statunitense durante la seconda guerra mondiale.

## Storia
La corazzata USS Missouri della Marina degli Stati Uniti d'America, appartiene alla classe Iowa, con un tonnellaggio di 58.000 tonnellate, e una lunghezza di 270,43 metri. Fu la terza su quattro della sua classe che comprendeva anche Iowa (BB-61), New Jersey (BB-62) e Wisconsin (BB-64). È stata l'ultima corazzata costruita dagli Stati Uniti (la USS Wisconsin fu impostata dopo ma varata prima della Missouri).
Fu varata il 29 gennaio 1944, madrina Mary Margaret Truman, figlia di Harry Truman, allora senatore dello stato del Missouri e poi 33º presidente degli Stati Uniti. La nave prende il nome del Missouri, stato di nascita di Harry Truman.

### Seconda guerra mondiale

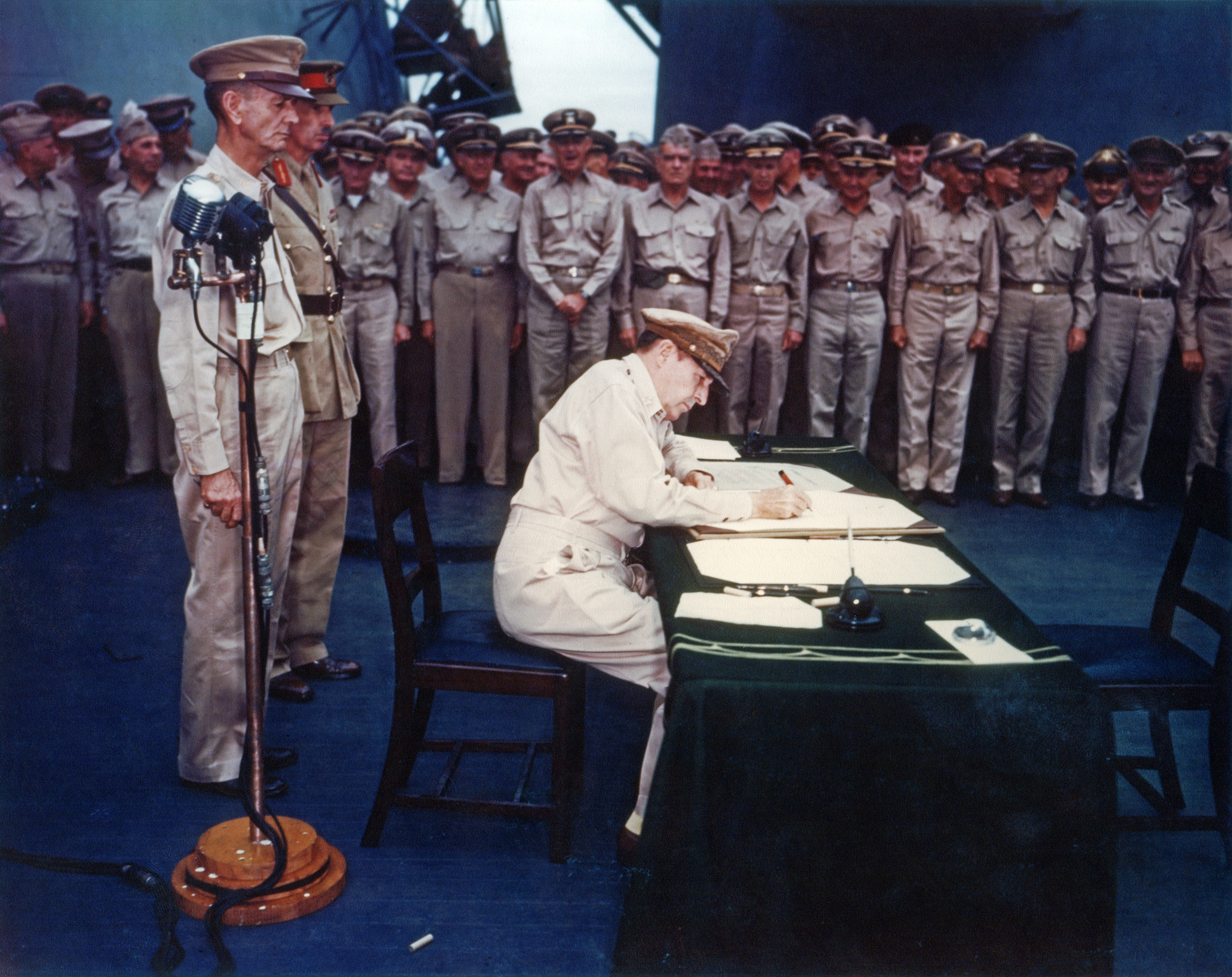
La resa del Giappone firmata a bordo della USS Missouri

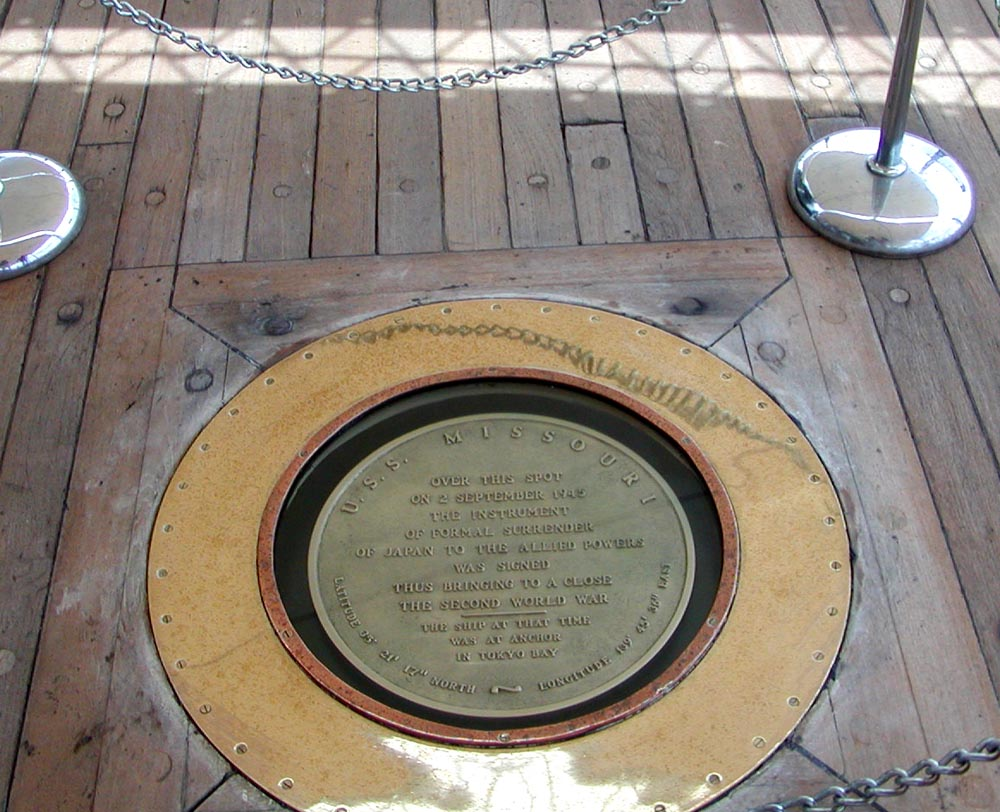
La placca commemorativa posta sul punto esatto in cui venne firmata la resa del Giappone

Entrata in servizio l'11 giugno del 1944 sotto il comando del capitano di vascello William M. Callaghan, nei primi mesi operò nella zona della baia di Chesapeake insieme al grande incrociatore Alaska utilizzando i suoi cannoni in prove a varie distanze; il 18 novembre le due navi, con una scorta di cacciatorpediniere, attraversarono il canale di Panama verso San Francisco. Il 14 dicembre successivo diresse su Ulithi e da lì operò come scorta e scudo antiaereo per la Fast Carrier Task Force 58; il 19 febbraio 1945 prese parte ai bombardamenti di Iwo Jima, in seguito si aggregò alla task force Yorktown dell'omonima portaerei; nelle settimane successive bombardò le coste giapponesi sempre come nave scorta e durante la battaglia di Okinawa, l'11 aprile, mentre operava con le portaerei, la squadra fu attaccata da kamikaze giapponesi, uno dei quali colpì la Missouri causando lievi danni nonostante un incendio; 6 giorni dopo aiutò ad affondare il sommergibile giapponese I-56 individuandolo con il sonar di bordo; il 9 maggio divenne ammiraglia sotto le insegne di William Halsey e nelle due settimane successive bombardò le coste delle isole vicino ad Okinawa; mentre bombardava l'isola di Hokkaidō, due bombe atomiche esplosero sul Giappone. Come nave ammiraglia fu assegnata alla flotta d'occupazione e insieme alle altre corazzate della Pacific Fleet entrò il primo settembre nella baia di Tokyo. Il giorno successivo, alla presenza dei comandi alleati, il governo giapponese firmò la resa sul suo ponte, dove ora sorge una targa commemorativa.

### Dopoguerra
Partita da Tokyo per New York, arrivò il 23 ottobre e rimase in cantiere per grandi lavori di revisione. Il 21 marzo 1946 diresse su Istanbul dove attraccò il 5 aprile. Il 9 salpò per la Grecia dov'era scoppiata una guerra civile tra comunisti ed ex-partigiani ed anti-comunisti; una volta sbarcati i capi del governo, il 26 aprile partì alla volta di vari porti africani come rappresentante del governo degli Usa. Tornata in patria, portò il 30 agosto 1947 il presidente Truman e famiglia a Rio de Janeiro per un vertice con il governo brasiliano. Nel 1948 fu la prima corazzata al mondo ad imbarcare un elicottero e a novembre partì per un'esercitazione artica insieme ad altre navi.

### Guerra di Corea

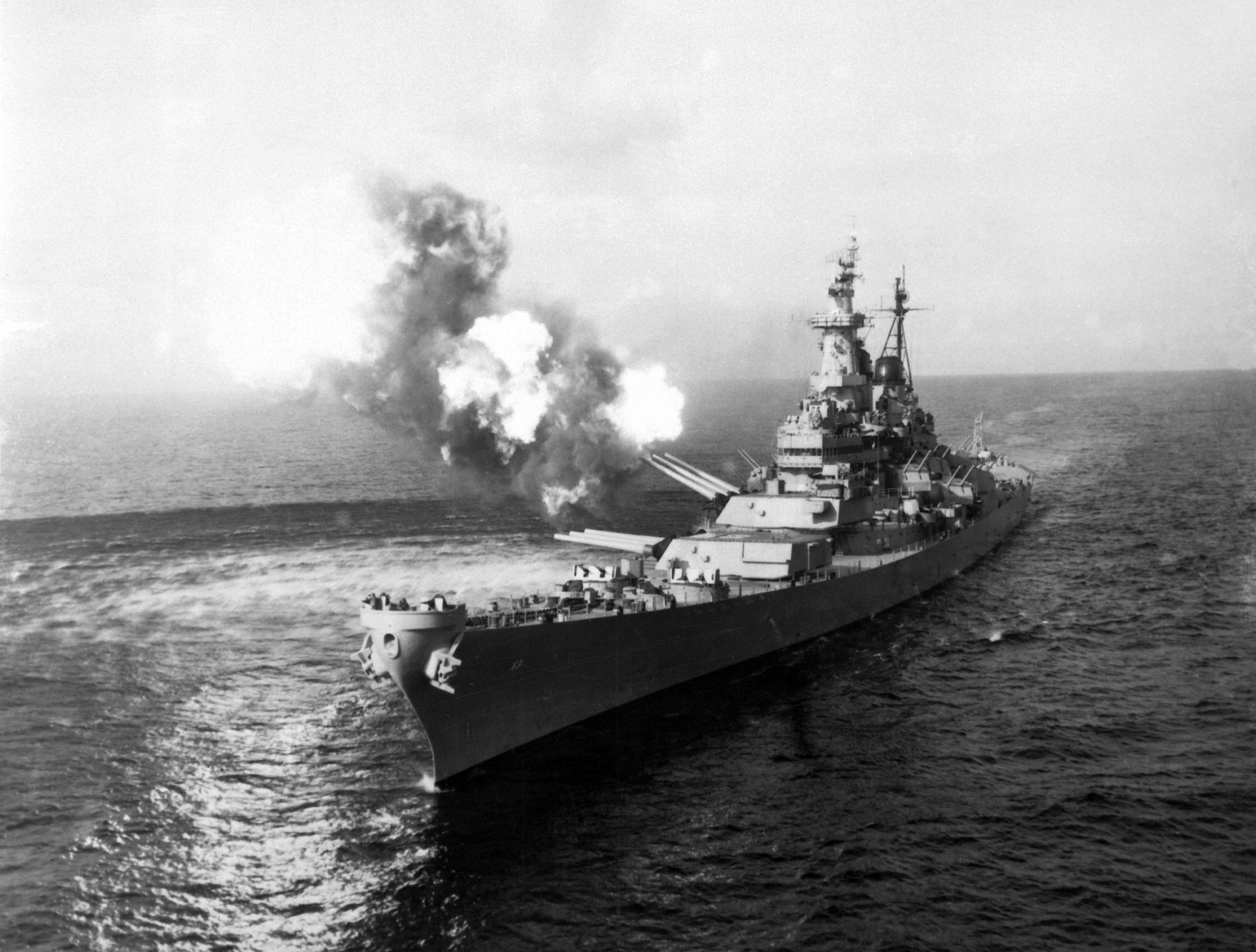
La USS Missouri spara con i suoi cannoni contro le posizioni nemiche durante la guerra di Corea.

Nel 1950 scoppiò la guerra di Corea e la Missouri fu immediatamente inviata come nave ammiraglia per prendere parte alle operazioni. Per tutto il 1950 scortò le portaerei e bombardò le coste nordcoreane, proseguendo fino all'ottobre 1951, quando fu richiamata a Norfolk. Dopo alcuni mesi di addestramento e armamento, nel novembre del 1952 tornò in Corea e fino alla fine della guerra bombardò le postazioni nemiche con i pezzi principali e con nuovi missili. Terminate le ostilità, nel 1954 partì per una crociera in Europa insieme alle tre navi gemelle (unico trasferimento in cui viaggiarono insieme). Rientrò poi nella West Coast per essere messa in riserva.

### Disattivazione
Nel 1955 fu posta in riserva, rimanendo ancorata a Bremerton.

### Riattivazione
Nel 1984 sotto l'amministrazione Reagan, la nave fu riattivata nell'ambito del progetto della marina delle 600 navi; passò un anno e mezzo in cantiere per lavori di ammodernamento dei sistemi arma (mitragliatrici automatiche per la difesa anti-missile, nuove celle per missili anti-aereo, sistemi per la difesa ravvicinata e nuovi radar di ultima generazione, sostituite due torri secondarie per celle per missili BGM-109 Tomahawk. Negli anni successivi prese parte alle prime esercitazioni RIMPAC.

### Prima guerra del Golfo
Il 2 agosto 1990 l'Iraq invase il Kuwait; il governo di Bush dichiarò guerra al governo iracheno e a novembre la Missouri ricevette ordine di dirigersi immediatamente verso il golfo Persico per prendere parte all'operazione Desert Storm, insieme alla gemella Wisconsin; per due mesi bombardarono con artiglieria e missili le postazioni nemiche senza subire attacchi, ma subì danni accidentali dalle difese anti-missile della fregata USS Jarrett (FFG-33).

### Nave museo e onorificenze
La vita operativa finì ai primi anni 2000 quando fu radiata; il 14 ottobre 2009 fu ancorata come nave museo a Pearl Harbor, lungo la Battleship Row - dove affondò la USS Oklahoma (BB-37) durante l'attacco del 7 dicembre 1941, di fronte al memoriale della USS Arizona (BB-39).
Ricevette tre Battle stars per il suo servizio durante la 2ª guerra mondiale, 5 per la guerra di Corea e 3 per la guerra del Golfo.

### Altro
Con lo stesso nome vi fu una nave, con distintivo ottico BB-11, attiva dal 1903 al 1922. Aveva un tonnellaggio di 13.500 tonnellate e apparteneva alla classe Maine.
La nave tornò "in servizio" per il film Battleship.

## Nella cultura di massa

### Film
- If I Could Turn Back Time, videoclip Cher (1989)
- Trappola in alto mare (Under Siege), film diretto da Andrew Davis (1992), anche se la USS Missouri che appare nel film è in realtà la USS Alabama ormeggiata presso il Battleship Memorial Park di Mobile (Alabama).[1]
- Battleship, film di Peter Berg (2012); si possono notare gli enormi progressi dell'industria navale bellica, confrontando la USS Missouri con le unità più recenti presenti nel film.

### Videogiochi
- World in Conflict, videogioco sviluppato dalla Massive Entertainment (2007)[2]
- Metal Gear Solid 4: Guns of the Patriots, videogioco ideato da Hideo Kojima (2008)
- World of Warships, videogioco sviluppato dalla Wargaming.net (2015)